# FBD 410
Die FBD 41001 war eine Tenderlokomotive, die auf der Lokalbahn Friedland–Bila verkehrte. Zwei baugleiche Maschinen (41002 und 41003) waren auf der Lokalbahn Nezamislitz–Morkowitz im Einsatz. Auf diesen Lokalbahnen führte die Betriebsdirektion Brünn-Czernowitz der priv. Österreichisch-ungarischen Staatseisenbahngesellschaft (StEG) den Betrieb, was jedoch bereits 1909 endete.

## Geschichte
Die Maschinen wurden von der Ersten Böhmisch-Mährischen Maschinenfabrik 1909 an die Betriebsdirektion Brünn-Czernowitz geliefert.
Die Fahrzeuge hatten eine große Ähnlichkeit mit der Reihe kkStB 178, von der sie sich hauptsächlich durch eine etwas größere Feuerbüchsheizfläche, etwas kleinere Räder und größere Wassertanks unterschieden.
Auffällig waren vor allem die bis zur Rauchkammer reichenden Wassertanks.
Die drei Maschinen blieben bis 1938 auf ihren angestammten Strecken im Einsatz.
Die 41001 bekam während dieser Zeit die Nummern 178.4101 und 422.001; die 41002 und 003 die Nummern 178.4102 und 03, dann 410.02 und 410.03.
Wahrscheinlich 1938 bekamen diese drei Loks die ČSD-Nummern 422.904 bis 906, ab 1948 dann die Nummern 422.0107 bis 0109.